# ويل هولت
ويل هولت (بالإنجليزية: Will Holt)‏ هو كاتب أغاني وشاعر أمريكي، ولد في 30 أبريل 1929 في بورتلاند في الولايات المتحدة، وتوفي في 31 مايو 2015 في لوس أنجلوس في الولايات المتحدة.

## وصلات خارجية
- ويل هولت على موقع IMDb (الإنجليزية)
- ويل هولت على موقع ميوزك برينز (الإنجليزية)
- ويل هولت على موقع قاعدة بيانات برودواي على الإنترنت (الإنجليزية)
- ويل هولت على موقع أول ميوزيك (الإنجليزية)
- ويل هولت على موقع ديسكوغز (الإنجليزية)